# Minett

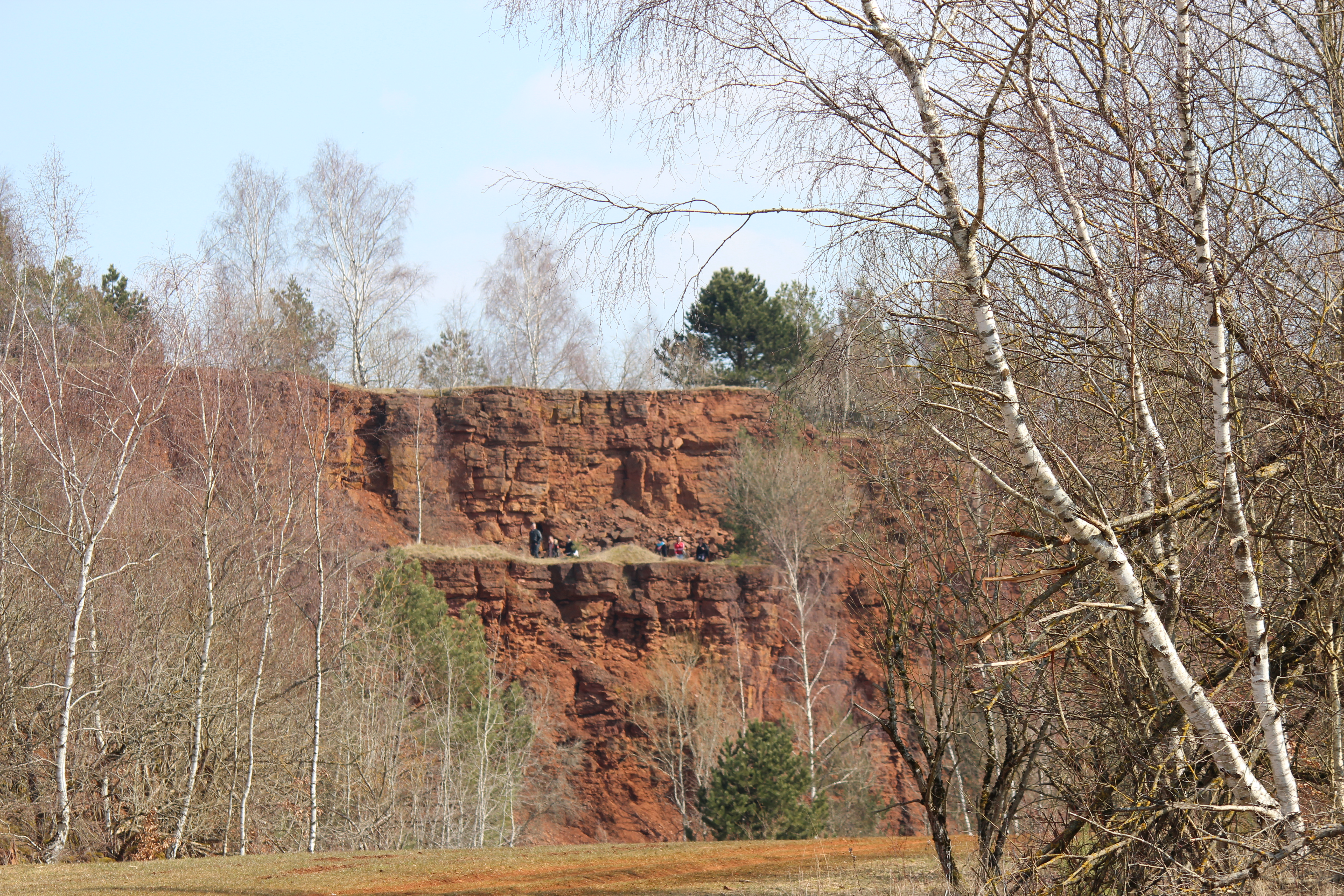
Voormalige mijn in het natuurgebied Brucherbierg-Lallengerbierg

De Minett (Luxemburgs: Minett, Frans: Terres Rouges of Pays de la Terre rouge) is een geografisch gebied in het zuidwesten van Luxemburg, die deels samenvalt met het kanton Esch-sur-Alzette. Het gebied, ook wel Land van de Rode Aarde genoemd, ligt in het zuiden van Gutland, op de grens met België en Frankrijk.
De streek dankt haar naam de minette, een ijzerhoudend rode erts, die de bodem een roestbruine kleur geeft. Vanaf de tweede helft van de 19e eeuw werd de erts op grote schaal gewonnen door de ijzer- en staalindustrie. Tot in de tweede helft van de 20e eeuw werd het landschap deels bepaald door de smelterijen en hoogovens van onder andere de Arbed. Ongeveer een deel van de Luxemburgse bevolking woont in dit gebied. In 2020 kreeg de Minett de status van UNESCO-biosfeer.
Geologisch gezien is de Minett, die voornamelijk bestaat uit zandsteen en conglomeraten, gevormd in de Midden Jura.
Het gebied is onderdeel van het Lotharingen-Luxemburg-bekken, dat is verdeeld in het Bassin de Briey, het Bassin de Metz-Thionville en het Bassin de Longwy, met een totaal van 94.000 ha in Frankrijk; 305 ha ligt op Belgisch grondgebied en 3.670 ha op Luxemburgs grondgebied; samen komt dit op een totaal van 97.975 ha. Het Luxemburgse deel is in tweeën verdeeld, met een bekken ten westen van de Alzette (van Belvaux via Oberkorn, Differdange, Niederkorn, Lamadelaine tot Rodange) en het bekken ten oosten van de Alzette (Esch, Rumelange, Dudelange).